# Kurzbahneuropameisterschaften 2010
| Kurzbahneuropameisterschaften 2010 | Kurzbahneuropameisterschaften 2010 |
| ---------------------------------- | ---------------------------------- |
| Veranstaltungsort                  | Eindhoven                          |
| Teilnehmende Nationen              | 35                                 |
| Teilnehmende Athleten              | 375                                |
| Entscheidungen                     | 38                                 |
| Eröffnung                          | 25. November 2010                  |
| Abschluss                          | 28. November 2010                  |

| Medaillenspiegel | Medaillenspiegel | Medaillenspiegel | Medaillenspiegel | Medaillenspiegel | Medaillenspiegel |
| Platz            | Land             | G                | S                | B                | Gesamt           |
| ---------------- | ---------------- | ---------------- | ---------------- | ---------------- | ---------------- |
| 1                | Deutschland      | 10               | 8                | 4                | 22               |
| 2                | Niederlande      | 9                | 8                | 5                | 22               |
| 3                | Ungarn           | 6                | 1                | 2                | 9                |
| 4                | Russland         | 5                | 2                | 9                | 16               |
| 5                | Italien          | 4                | 7                | 7                | 18               |
| 6                | Ukraine          | 1                | 2                | 1                | 4                |
| 7                | Spanien          | 1                | 2                | 2                | 5                |
| 8                | Österreich       | 1                | 0                | 1                | 2                |
| 9                | Kroatien         | 1                | 0                | 0                | 1                |
| 10               | Slowenien        | 0                | 3                | 1                | 4                |
| 11               | Norwegen         | 0                | 2                | 0                | 2                |
| 12               | Frankreich       | 0                | 1                | 2                | 3                |
| 13               | Belgien          | 0                | 1                | 0                | 1                |
| 13               | Litauen          | 0                | 1                | 0                | 1                |
| 14               | Irland           | 0                | 0                | 2                | 2                |
| 15               | Estland          | 0                | 0                | 1                | 1                |
| 15               | Finnland         | 0                | 0                | 1                | 1                |
| 15               | Tschechien       | 0                | 0                | 1                | 1                |
| Total            | Total            | 38               | 38               | 39               | 115              |

Die Kurzbahneuropameisterschaften 2010 im Schwimmen fanden vom 25. bis 28. November 2010 in Eindhoven (Niederlande) im Pieter van den Hoogenband Schwimmstadion statt und wurden vom europäischen Schwimmverband LEN organisiert.

## Schwimmen Männer

### Freistil

#### 50 m Freistil
Finale am 25. November 2010
| Platz | Land        | Athlet              | Zeit  |
| ----- | ----------- | ------------------- | ----- |
| 1     | Deutschland | Steffen Deibler     | 20,98 |
| 2     | Italien     | Marco Orsi          | 21,17 |
| 3     | Ukraine     | Andrij Howorow      | 21,32 |
| 4     | Russland    | Jewgeni Lagunow     | 21,42 |
| 5     | Italien     | Luca Dotto          | 21,65 |
| 6     | Finnland    | Ari-Pekka Liukkonen | 21,77 |
| 7     | Russland    | Witali Syrnikow     | 21,82 |
| 8     | Ungarn      | Krisztián Takács    | 22,09 |

#### 100 m Freistil
Finale am 27. November 2010
| Platz | Land        | Athlet              | Zeit  |
| ----- | ----------- | ------------------- | ----- |
| 1     | Russland    | Danila Isotow       | 46,56 |
| 2     | Russland    | Jewgeni Lagunow     | 46,60 |
| 3     | Italien     | Luca Dotto          | 47,09 |
| 4     | Italien     | Filippo Magnini     | 47,11 |
| 5     | Tschechien  | Martin Verner       | 47,85 |
| 6     | Niederlande | Joost Reijns        | 48,08 |
|       | Belgien     | Jasper Aerents      | 48,08 |
| 8     | Finnland    | Ari-Pekka Liukkonen | 48,35 |

#### 200 m Freistil
Finale am 28. November 2010
| Platz | Land        | Athlet           | Zeit    |
| ----- | ----------- | ---------------- | ------- |
| 1     | Russland    | Danila Isotow    | 1:41,84 |
| 2     | Deutschland | Paul Biedermann  | 1:42,94 |
| 3     | Russland    | Jewgeni Lagunow  | 1:44,11 |
| 4     | Italien     | Filippo Magnini  | 1:44,22 |
| 5     | Deutschland | Benjamin Starke  | 1:44,97 |
| 6     | Niederlande | Stefan de Die    | 1:45,33 |
| 7     | Niederlande | Joost Reijns     | 1:45,34 |
| 8     | Belgien     | Glenn Surgeloose | 1:46,13 |

#### 400 m Freistil
Finale am 25. November 2010
| Platz | Land        | Athlet               | Zeit    |
| ----- | ----------- | -------------------- | ------- |
| 1     | Deutschland | Paul Biedermann      | 3:39,51 |
| 2     | Italien     | Federico Colbertaldo | 3:41,70 |
| 3     | Russland    | Alexander Selin      | 3:43,70 |
| 4     | Niederlande | Job Kienhuis         | 3:44,13 |
| 5     | Österreich  | David Brandl         | 3:44,33 |
| 6     | Russland    | Jewgeni Kulikow      | 3:45,79 |
| 7     | Italien     | Samuel Pizzetti      | 3:46,11 |
| 8     | Dänemark    | Anders Lie           | 3:47,48 |

#### 1500 m Freistil
Finale am 27. November 2010
| Platz | Land        | Athlet               | Zeit     |
| ----- | ----------- | -------------------- | -------- |
| 1     | Italien     | Federico Colbertaldo | 14:35,36 |
| 2     | Ukraine     | Serhij Frolow        | 14:42,01 |
| 3     | Niederlande | Job Kienhuis         | 14:42,39 |
| 4     | Italien     | Samuel Pizzetti      | 14:45,32 |
| 5     | Deutschland | Jan Wolfgarten       | 14:55,24 |
| 6     | Dänemark    | Anders Lie           | 14:58,48 |
| 7     | Belarus     | Uladsimir Schyharau  | 14:59,77 |
| 8     | Ukraine     | Maksym Schemberew    | 15:09,70 |

### Schmetterling

#### 50 m Schmetterling
Finale am 28. November 2010
| Platz | Land        | Athlet            | Zeit  |
| ----- | ----------- | ----------------- | ----- |
| 1     | Deutschland | Steffen Deibler   | 22,34 |
| 2     | Ukraine     | Andrij Howorow    | 22,74 |
| 3     | Niederlande | Joeri Verlinden   | 23,23 |
| 4     | Italien     | Paolo Facchinelli | 23,25 |
| 5     | Österreich  | Martin Spitzer    | 23,31 |
| 6     | Kroatien    | Mario Todorović   | 23,42 |
| 7     | Kroatien    | Alexei Puninski   | 23,50 |
| 8     | Schweiz     | Flori Lang        | 23,56 |

#### 100 m Schmetterling
Finale am 26. November 2010
| Platz | Land        | Athlet           | Zeit  |
| ----- | ----------- | ---------------- | ----- |
| 1     | Deutschland | Steffen Deibler  | 49,95 |
| 2     | Niederlande | Joeri Verlinden  | 50,52 |
| 3     | Slowenien   | Peter Mankoč     | 50,92 |
| 4     | Deutschland | Benjamin Starke  | 50,93 |
| 5     | Russland    | Wladislaw Seryy  | 51,51 |
| 6     | Russland    | Nikolai Skworzow | 51,63 |
| 7     | Kroatien    | Mario Todorović  | 52,32 |
| 8     | Österreich  | Martin Spitzer   | 52,40 |

#### 200 m Schmetterling
Finale am 27. November 2010
| Platz | Land        | Athlet               | Zeit    |
| ----- | ----------- | -------------------- | ------- |
| 1     | Österreich  | Dinko Jukić          | 1:53,35 |
| 2     | Deutschland | Tim Wallburger       | 1:53,71 |
| 3     | Ungarn      | Bence Biczó          | 1:53,75 |
| 4     | Portugal    | Duarte Rafael Mourão | 1:54,85 |
| 5     | Slowenien   | Robert Žbogar        | 1:54,91 |
| 6     | Tschechien  | Jan Šefl             | 1:55,05 |
| 7     | Ungarn      | David Verrasztó      | 1:55,24 |
| 8     | Frankreich  | Christophe Lebon     | 1:56,07 |

### Rücken

#### 50 m Rücken
Finale am 26. November 2010
| Platz | Land        | Athlet            | Zeit  |
| ----- | ----------- | ----------------- | ----- |
| 1     | Russland    | Stanislaw Donez   | 22,74 |
| 2     | Russland    | Witali Borissow   | 23,72 |
| 3     | Niederlande | Nick Driebergen   | 23,73 |
| 4     | Deutschland | Stefan Herbst     | 23,90 |
| 5     | Italien     | Damiano Lestingi  | 24,10 |
| 6     | Belarus     | Pawel Sankowitsch | 24,31 |
| 7     | Italien     | Mirco Di Tora     | 24,34 |
| 8     | Israel      | Jonatan Kopelev   | 24,58 |

#### 100 m Rücken
Finale am 28. November 2010
| Platz | Land        | Athlet           | Zeit  |
| ----- | ----------- | ---------------- | ----- |
| 1     | Russland    | Stanislaw Donez  | 49,35 |
| 2     | Italien     | Damiano Lestingi | 51,46 |
| 3     | Russland    | Artjom Dubowskoi | 51,90 |
| 4     | Italien     | Mirco Di Tora    | 52,08 |
| 5     | Niederlande | Nick Driebergen  | 52,11 |
| 6     | Deutschland | Stefan Herbst    | 52,33 |
| 7     | Niederlande | Bastiaan Lijesen | 52,58 |
| 8     | Israel      | Jonatan Kopelev  | 52,60 |

#### 200 m Rücken
Finale am 25. November 2010
| Platz | Land        | Athlet              | Zeit    |
| ----- | ----------- | ------------------- | ------- |
| 1     | Deutschland | Yannick Lebherz     | 1:51,74 |
| 2     | Italien     | Damiano Lestingi    | 1:51,84 |
| 3     | Russland    | Artjom Dubowskoi    | 1:52,72 |
| 4     | Ungarn      | Péter Bernek        | 1:52,81 |
| 5     | Türkei      | Derya Büyükuncu     | 1:53,00 |
| 6     | Israel      | Yakov-Yan Toumarkin | 1:53,46 |
| 7     | Italien     | Sebastiano Ranfagni | 1:54,47 |
| 8     | Russland    | Stanislaw Donez     | 1:55,15 |

### Brust

#### 50 m Brust
Finale am 27. November 2010
| Platz | Land        | Athlet             | Zeit  |
| ----- | ----------- | ------------------ | ----- |
| 1     | Niederlande | Robin van Aggele   | 26,44 |
| 2     | Norwegen    | Aleksander Hetland | 26,56 |
| 3     | Italien     | Fabio Scozzoli     | 26,68 |
| 3     | Deutschland | Hendrik Feldwehr   | 26,68 |
| 5     | Slowenien   | Emil Tahirovič     | 26,85 |
| 6     | Russland    | Sergei Geibel      | 26,98 |
| 7     | Slowenien   | Matjaž Markič      | 27,04 |
| 8     | Italien     | Nicolo Ossolo      | 27,05 |

#### 100 m Brust
Finale am 26. November 2010
| Platz | Land        | Athlet               | Zeit  |
| ----- | ----------- | -------------------- | ----- |
| 1     | Italien     | Fabio Scozzoli       | 57,78 |
| 2     | Deutschland | Hendrik Feldwehr     | 58,09 |
| 3     | Niederlande | Robin van Aggele     | 58,68 |
| 4     | Ukraine     | Ihor Boryssyk        | 58,70 |
| 5     | Russland    | Anton Lobanow        | 58,71 |
| 6     | Niederlande | Lennart Stekelenburg | 58,96 |
| 7     | Österreich  | Hunor Mate           | 58,97 |
| 8     | Deutschland | Marco Koch           | 59,31 |

#### 200 m Brust
Finale am 28. November 2010
| Platz | Land        | Athlet             | Zeit    |
| ----- | ----------- | ------------------ | ------- |
| 1     | Deutschland | Marco Koch         | 2:04,86 |
| 2     | Spanien     | Melquíades Álvarez | 2:05,41 |
| 3     | Russland    | Anton Lobanow      | 2:06,71 |
| 4     | Luxemburg   | Laurent Carnol     | 2:07,12 |
| 5     | Italien     | Edoardo Giorgetti  | 2:07,66 |
|       | Österreich  | Hunor Mate         | 2:07,66 |
| 7     | Litauen     | Edvinas Dautartas  | 2:09,04 |
| –     | Ukraine     | Ihor Boryssyk      | DSQ     |

### Lagen

#### 100 m Lagen
Finale am 28. November 2010
| Platz | Land        | Athlet              | Zeit  |
| ----- | ----------- | ------------------- | ----- |
| 1     | Deutschland | Markus Deibler      | 52,13 |
| 2     | Slowenien   | Peter Mankoč        | 52,87 |
| 3     | Spanien     | Alan Cabello Forns  | 53,24 |
| 4     | Kroatien    | Duje Draganja       | 53,56 |
| 5     | Litauen     | Vytautas Janušaitis | 53,63 |
| 6     | Russland    | Dmitri Schilin      | 53,96 |
| 7     | Tschechien  | Tomáš Fučík         | 53,99 |
|       | Italien     | Christian Galenda   | DSQ   |

#### 200 m Lagen
Finale am 25. November 2010
| Platz | Land        | Athlet              | Zeit    |
| ----- | ----------- | ------------------- | ------- |
| 1     | Deutschland | Markus Deibler      | 1:53,25 |
| 2     | Litauen     | Vytautas Janušaitis | 1:54,07 |
| 3     | Österreich  | Dinko Jukić         | 1:54,93 |
| 4     | Spanien     | Alan Cabello Forns  | 1:55,06 |
| 5     | Italien     | Federico Turrini    | 1:56,44 |
| 6     | Portugal    | Diogo Carvalho      | 1:56,83 |
| 7     | Ungarn      | David Verrasztó     | 1:56,98 |
| 8     | Tschechien  | Tomáš Fučík         | 1:58,26 |

#### 400 m Lagen
Finale am 26. November 2010
| Platz | Land         | Athlet              | Zeit    |
| ----- | ------------ | ------------------- | ------- |
| 1     | Ungarn       | Dávid Verrasztó     | 4:03,06 |
| 2     | Deutschland  | Yannick Lebherz     | 4:05,08 |
| 3     | Italien      | Federico Turrini    | 4:05,24 |
| 4     | Litauen      | Vytautas Janušaitis | 4:05,85 |
| 5     | Italien      | Luca Marin          | 4:09,11 |
| 6     | Spanien      | Alan Cabello Forns  | 4:11,38 |
| 7     | Portugal     | Diogo Carvalho      | 4:11,41 |
| 8     | Griechenland | Ioannis Drymonakos  | 4:12,15 |

### Staffel

#### Staffel 4 × 50 m Freistil
Finale am 28. November 2010
| Platz | Land        | Athleten                                                                   | Zeit    |
| ----- | ----------- | -------------------------------------------------------------------------- | ------- |
| 1     | Italien     | - Luca Dotto - Filippo Magnini - Lucio Spadaro - Marco Orsi                | 1:25,16 |
| 2     | Deutschland | - Steffen Deibler - Markus Deibler - Stefan Herbst - Christoph Fildebrandt | 1:25,19 |
| 3     | Russland    | - Danila Isotow - Jewgeni Lagunow - Witali Syrnikow - Wladimir Brjuchow    | 1:25,81 |
| 4     | Kroatien    |                                                                            | 1:25,99 |
| 5     | Niederlande |                                                                            | 1:27,05 |
| 6     | Belgien     |                                                                            | 1:27,27 |
| 7     | Tschechien  |                                                                            | 1:27,75 |
| 8     | Norwegen    |                                                                            | 1:28,69 |

#### Staffel 4 × 50 m Lagen
Finale am 25. November 2010
| Platz | Land        | Athleten                                                              | Zeit     |
| ----- | ----------- | --------------------------------------------------------------------- | -------- |
| 1     | Deutschland | - Stefan Herbst - Hendrik Feldwehr - Steffen Deibler - Markus Deibler | 01:33,40 |
| 2     | Italien     | - Mirco di Tora - Fabio Scozzoli - Paolo Facchinelli - Marco Orsi     | 01:33,83 |
| 3     | Russland    | - Stanislaw Donez - Sergei Geibel - Nikolai Skworzow - Danila Isotow  | 01:34,25 |
| 4     | Niederlande |                                                                       | 1:34,33  |
| 5     | Norwegen    |                                                                       | 1:36,62  |
| 6     | Kroatien    |                                                                       | 1:37,64  |
| 7     | Tschechien  |                                                                       | 1:38,07  |
| 8     | Belgien     |                                                                       | 1:39,32  |

## Schwimmen Frauen

### Freistil

#### 50 m Freistil
Finale am 28. November 2010
| Platz | Land        | Athlet              | Zeit  |
| ----- | ----------- | ------------------- | ----- |
| 1     | Niederlande | Ranomi Kromowidjojo | 23,58 |
| 2     | Niederlande | Femke Heemskerk     | 23,90 |
| 3     | Deutschland | Britta Steffen      | 23,95 |
| 4     | Deutschland | Dorothea Brandt     | 24,48 |
| 5     | Ukraine     | Oxana Serikowa      | 24,58 |
| 6     | Belarus     | Julija Chitraja     | 24,63 |
| 7     | Ukraine     | Nadeschda Koba      | 24,79 |
| 8     | Frankreich  | Anna Santamans      | 25,02 |

#### 100 m Freistil
Finale am 26. November 2010
| Platz | Land        | Athlet                 | Zeit  |
| ----- | ----------- | ---------------------- | ----- |
| 1     | Niederlande | Ranomi Kromowidjojo    | 51,44 |
| 2     | Niederlande | Femke Heemskerk        | 52,02 |
| 3     | Deutschland | Britta Steffen         | 52,92 |
| 4     | Finnland    | Hanna-Maria Seppälä    | 53,46 |
| 5     | Deutschland | Daniela Schreiber      | 53,57 |
| 6     | Serbien     | Miroslava Najdanovski  | 54,14 |
| 7     | Italien     | Chiara Masini Luccetti | 54,27 |
| 8     | Belarus     | Swjatlana Chachlowa    | 54,50 |

#### 200 m Freistil
Finale am 28. November 2010
| Platz | Land        | Athlet               | Zeit    |
| ----- | ----------- | -------------------- | ------- |
| 1     | Niederlande | Femke Heemskerk      | 1:52,62 |
| 2     | Deutschland | Silke Lippok         | 1:53,96 |
| 3     | Ungarn      | Evelyn Verrasztó     | 1:54,39 |
| 4     | Ungarn      | Ágnes Mutina         | 1:54,74 |
| 5     | Deutschland | Daniela Schreiber    | 1:56,46 |
| 6     | Niederlande | Rieneke Terink       | 1:56,68 |
| 7     | Spanien     | Melanie Costa Schmid | 1:56,83 |
| 8     | Norwegen    | Cecilie Johannessen  | 1:57,76 |

#### 400 m Freistil
Finale am 27. November 2010
| Platz | Land        | Athlet                | Zeit    |
| ----- | ----------- | --------------------- | ------- |
| 1     | Ungarn      | Ágnes Mutina          | 4:01,25 |
| 2     | Spanien     | Melanie Costa Schmid  | 4:02,26 |
| 3     | Irland      | Gráinne Murphy        | 4:02,86 |
| 4     | Ungarn      | Boglárka Kápas        | 4:03,42 |
| 5     | Irland      | Melanie Nocher        | 4:03,97 |
| 6     | Niederlande | Sharon van Rouwendaal | 4:05,30 |
| 7     | Österreich  | Jördis Steinegger     | 4:07,46 |
| 8     | Norwegen    | Cecilie Johannessen   | 4:13,09 |

#### 800 m Freistil
Finale am 26. November 2010
| Platz | Land      | Athlet                | Zeit    |
| ----- | --------- | --------------------- | ------- |
| 1     | Italien   | Federica Pellegrini   | 8:15,20 |
| 2     | Ungarn    | Boglárka Kapás        | 8:18,56 |
| 3     | Irland    | Gráinne Murphy        | 8:19,45 |
| 4     | Spanien   | Melanie Costa Schmid  | 8:21,92 |
| 5     | Slowenien | Tjaša Oder            | 8:22,77 |
| 6     | Slowenien | Nina Cesar            | 8:24,57 |
| 7     | Russland  | Jelisaweta Gorschkowa | 8:28,48 |
| 8     | Rumänien  | Claudia Dasca Romeu   | 8:29,05 |

### Schmetterling

#### 50 m Schmetterling
Finale am 26. November 2010
| Platz | Land        | Athlet              | Zeit  |
| ----- | ----------- | ------------------- | ----- |
| 1     | Niederlande | Inge Dekker         | 25,38 |
| 2     | Niederlande | Hinkelien Schreuder | 25,49 |
| 3     | Estland     | Triin Aljand        | 25,90 |
| 4     | Israel      | Amit Ivry           | 26,04 |
| 5     | Norwegen    | Ingvild Snildal     | 26,10 |
| 6     | Österreich  | Fabienne Nadarajah  | 26,25 |
| 7     | Italien     | Elena Gemo          | 26,31 |
| 8     | Deutschland | Lisa Vitting        | 26,39 |

#### 100 m Schmetterling
Finale am 28. November 2010
| Platz | Land        | Athlet              | Zeit  |
| ----- | ----------- | ------------------- | ----- |
| 1     | Niederlande | Inge Dekker         | 56,51 |
| 2     | Norwegen    | Ingvild Snildal     | 57,46 |
| 3     | Italien     | Caterina Giacchetti | 58,17 |
| 4     | Ungarn      | Zsuzsanna Jakabos   | 58,36 |
| 5     | Italien     | Alessia Polieri     | 58,46 |
| 6     | Estland     | Triin Aljand        | 58,77 |
| 7     | Ungarn      | Eszter Dara         | 58,85 |
| 8     | Belgien     | Kimberly Buys       | 59,05 |

#### 200 m Schmetterling
Finale am 25. November 2010
| Platz | Land       | Athlet                 | Zeit    |
| ----- | ---------- | ---------------------- | ------- |
| 1     | Ungarn     | Zsuzsanna Jakabos      | 2:05,18 |
| 2     | Italien    | Alessia Polieri        | 2:06,18 |
| 3     | Italien    | Caterina Giacchetti    | 2:06,49 |
| 4     | Ungarn     | Agnes Mutina           | 2:07,29 |
| 5     | Frankreich | Aurore Mongel          | 2:07,74 |
| 6     | Slowenien  | Anja Klinar            | 2:07,97 |
| 7     | Spanien    | Paula Camino Estudillo | 2:09,07 |
| 8     | Frankreich | Lara Grangeon          | 2:11,96 |

### Rücken

#### 50 m Rücken
Finale am 27. November 2010
| Platz | Land                   | Athlet             | Zeit  |
| ----- | ---------------------- | ------------------ | ----- |
| 1     | Kroatien               | Sanja Jovanović    | 27,10 |
| 2     | Italien                | Elena Gemo         | 27,13 |
| 3     | Tschechien             | Simona Baumrtová   | 27,30 |
| 4     | Italien                | Laura Letrari      | 27,44 |
| 5     | Russland               | Alexandra Papuscha | 27,75 |
| 6     | Ukraine                | Daryna Sewina      | 27,85 |
| 7     | Österreich             | Fabienne Nadarajah | 27,86 |
| 8     | Vereinigtes Königreich | Rachel Lefley      | 28,08 |

#### 100 m Rücken
Finale am 26. November 2010
| Platz | Land                   | Athlet                | Zeit  |
| ----- | ---------------------- | --------------------- | ----- |
| 1     | Ukraine                | Daryna Sewina         | 57,57 |
| 2     | Niederlande            | Sharon van Rouwendaal | 57,91 |
| 3     | Spanien                | Duane da Rocha Marce  | 58,37 |
| 4     | Tschechien             | Simona Baumrtová      | 58,93 |
| 5     | Russland               | Xenia Moskwina        | 59,24 |
| 6     | Vereinigtes Königreich | Rachel Lefley         | 59,25 |
| 7     | Niederlande            | Wendy van der Zanden  | 59,63 |
| 8     | Deutschland            | Jenny Mensing         | 59,97 |

#### 200 m Rücken
Finale am 28. November 2010
| Platz | Land        | Athlet                | Zeit    |
| ----- | ----------- | --------------------- | ------- |
| 1     | Spanien     | Duane da Rocha Marce  | 2:03,97 |
| 2     | Niederlande | Sharon van Rouwendaal | 2:04,13 |
| 3     | Ukraine     | Daryna Sewina         | 2:05,08 |
| 4     | Frankreich  | Alexandra Putra       | 2:06,25 |
| 5     | Tschechien  | Simona Baumrtová      | 2:06,45 |
| 6     | Niederlande | Wendy van der Zanden  | 2:06,63 |
| 7     | Dänemark    | Pernille Larsen       | 2:06,92 |
| 8     | Belgien     | Kimberly Buys         | 2:07,80 |

### Brust

#### 50 m Brust
Finale am 25. November 2010
| Platz                        | Land        | Athlet               | Zeit  |
| ---------------------------- | ----------- | -------------------- | ----- |
| 1                            | Deutschland | Dorothea Brandt      | 30,40 |
| 2                            | Niederlande | Moniek Nijhuis       | 30,45 |
| 3                            | Russland    | Walentina Artemjewa  | 30,55 |
| 4                            | Niederlande | Tessa Brouwer        | 30,78 |
| 5                            | Deutschland | Caroline Ruhnau      | 30,88 |
| 6                            | Russland    | Jekaterina Baklakowa | 31,05 |
| 7                            | Tschechien  | Petra Chocová        | 31,21 |
| 8                            | Belgien     | Kim Janssens         | 31,27 |
| im Halbfinale ausgeschieden: |             |                      |       |
| 9                            | Österreich  | Caroline Reitshammer | 31,39 |
| 11                           | Österreich  | Christina Strigl     | 31,46 |

#### 100 m Brust
Finale am 28. November 2010
| Platz | Land        | Athlet               | Zeit    |
| ----- | ----------- | -------------------- | ------- |
| 1     | Niederlande | Moniek Nijhuis       | 1:06,20 |
| 2     | Frankreich  | Sophie de Ronchi     | 1:06,21 |
| 3     | Niederlande | Tessa Brouwer        | 1:06,65 |
| 4     | Deutschland | Caroline Ruhnau      | 1:06,93 |
| 5     | Russland    | Walentina Artemjewa  | 1:06,95 |
| 6     | Italien     | Chiara Boggiatto     | 1:08,12 |
| 7     | Russland    | Jekaterina Baklakowa | 1:08,25 |
| 8     | Tschechien  | Petra Chocová        | 1:08,38 |

#### 200 m Brust
Finale am 26. November 2010
| Platz | Land       | Athlet               | Zeit    |
| ----- | ---------- | -------------------- | ------- |
| 1     | Russland   | Anastassija Tschaun  | 2:22,68 |
| 2     | Slowenien  | Tanja Šmid           | 2:22,88 |
| 3     | Italien    | Chiara Boggiatto     | 2:24,52 |
| 4     | Spanien    | Beatriz Gómez Cortés | 2:25,48 |
| 5     | Belgien    | Fanny Lecluyse       | 2:25,60 |
| 6     | Finnland   | Noora Laukkanen      | 2:27,63 |
| 7     | Österreich | Caroline Reitshammer | 2:28,16 |
| 8     | Türkei     | Dilara Buse Günaydın | 2:28,60 |

### Lagen

#### 100 m Lagen
Finale am 27. November 2010
| Platz | Land        | Athlet              | Zeit    |
| ----- | ----------- | ------------------- | ------- |
| 1     | Ungarn      | Evelyn Verrasztó    | 59,53   |
| 2     | Niederlande | Hinkelien Schreuder | 59,57   |
| 3     | Deutschland | Theresa Michalak    | 59,85   |
| 4     | Italien     | Francesca Segat     | 1:00,57 |
| 5     | Frankreich  | Sophie de Ronchi    | 1:00,71 |
| 6     | Israel      | Amit Ivry           | 1:00,88 |
| 7     | Russland    | Olga Klyuchnikova   | 1:00,93 |
| 8     | Belarus     | Swjatlana Chachlowa | 1:00,94 |

#### 200 m Lagen
Finale am 25. November 2010
| Platz                     | Land        | Athlet              | Zeit    |
| ------------------------- | ----------- | ------------------- | ------- |
| 1                         | Ungarn      | Evelyn Verrasztó    | 2:07,06 |
| 2                         | Belgien     | Kimberly Buys       | 2:10,14 |
| 3                         | Frankreich  | Lara Grangeon       | 2:10,22 |
| 4                         | Deutschland | Theresa Michalak    | 2:10,41 |
| 5                         | Frankreich  | Sophie de Ronchi    | 2:11,32 |
| 6                         | Tschechien  | Barbora Závadová    | 2:12,34 |
| 7                         | Russland    | Wiktorija Andrejewa | 2:12,40 |
| 8                         | Belgien     | Fanny Lecluyse      | 2:13,49 |
| im Vorlauf ausgeschieden: |             |                     |         |
| 16                        | Österreich  | Jördis Steinegger   | 2:14,03 |
| 19                        | Österreich  | Uschi Halbreiner    | 2:14,94 |
| 21                        | Schweiz     | Marina Ribi         | 2:15,03 |
| 22                        | Österreich  | Lisa Zaiser         | 2:16,20 |

#### 400 m Lagen
Finale am 28. November 2010
| Platz | Land       | Athlet            | Zeit    |
| ----- | ---------- | ----------------- | ------- |
| 1     | Ungarn     | Zsuzsanna Jakabos | 4:29,78 |
| 2     | Slowenien  | Anja Klinar       | 4:30,83 |
| 3     | Frankreich | Lara Grangeon     | 4:30,93 |
| 4     | Russland   | Yana Martynova    | 4:31,87 |
| 5     | Italien    | Francesca Segat   | 4:33,36 |
| 6     | Tschechien | Barbora Závadová  | 4:33,71 |
| 7     | Irland     | Gráinne Murphy    | 4:37,47 |
| 8     | Italien    | Alessia Polieri   | 4:40,08 |

### Staffel

#### Staffel 4 × 50 m Freistil
Finale am 26. November 2010
| Platz | Land        | Athleten                                                                      | Zeit    |
| ----- | ----------- | ----------------------------------------------------------------------------- | ------- |
| 1     | Niederlande | - Inge Dekker - Femke Heemskerk - Hinkelien Schreuder - Ranomi Kromowidjojo   | 1:34,34 |
| 2     | Deutschland | - Dorothea Brandt - Britta Steffen - Lisa Vitting - Daniela Schreiber         | 1:36,83 |
| 3     | Finnland    | - Marlene Niemi - Emilia Pikkarainen - Lotta Nevalainen - Hanna-Maria Seppälä | 1:39,02 |
| 4     | Ukraine     |                                                                               | 1:39,81 |
| 5     | Italien     |                                                                               | 1:40,44 |
| 6     | Norwegen    |                                                                               | 1:40,54 |
| 7     | Russland    |                                                                               | 1:40,85 |
| 8     | Kroatien    |                                                                               | 1:43,10 |

#### Staffel 4 × 50 m Lagen
Finale am 27. November 2010
| Platz | Land        | Athleten                                                                   | Zeit    |
| ----- | ----------- | -------------------------------------------------------------------------- | ------- |
| 1     | Niederlande | - Hinkelien Schreuder - Moniek Nijhuis - Inge Dekker - Ranomi Kromowidjojo | 1:44,98 |
| 2     | Deutschland | - Jenny Mensing - Dorothea Brandt - Lisa Vitting - Britta Steffen          | 1:47,70 |
| 3     | Italien     | - Laura Letrari - Lisa Fissneider - Elena Gemo - Federica Pellegrini       | 1:49,56 |
| 4     | Russland    |                                                                            | 1:49,76 |
| 5     | Belarus     |                                                                            | 1:50,43 |
| 6     | Schweiz     |                                                                            | 1:51,25 |
| 7     | Finnland    |                                                                            | 1:51,29 |
| 8     | Tschechien  |                                                                            | 1:51,71 |